# Група підтримки
У групі підтримки учасники надають одне одному допомогу, як правило, непрофесійну та нематеріальну. Члени групи з однаковими проблемами можуть об'єднатися для обміну стратегіями подолання спільної проблеми, для того, щоб почувати спільність та не одинокість. Допомога може мати форму надання та оцінки відповідної інформації, передачі особистого досвіду, прослуховування та прийняття досвіду інших, надання співчутливого розуміння та створення соціальних мереж. Група підтримки також може працювати з метою інформування громадськості або участі в адвокації.

## Історія
Формальні групи підтримки можуть здаватися сучасним явищем, але вони доповнюють традиційні братські організації, такі як масонство, у деяких аспектах і можуть спиратися на певні допоміжні функції, що раніше виконувались у розширених сім'ях.
Інші типи груп, створені для підтримки, включаючи причини, що не належать до них самих, частіше називаються групами адвокації (група захисту інтересів), групи інтересів, групами лобі, групами тиску або промо-групами. Наприклад, профспілки та багато екологічних груп є групами інтересів. 
Термін  група підтримки у цій статті стосується однорангової підтримки.

## Підтримка контакту
Групи підтримки підтримують міжособистісні контакти між своїми членами різними способами. Традиційно групи зустрічаються особисто. Групи підтримки також підтримують контакт через друковані бюлетені, телефонні мережі, Інтернет-форуми та списки розсилки. Деякі групи підтримки працюють виключно в Інтернеті.
Членство в деяких групах підтримки офіційно контролюється з вимогами до вступу та членськими внесками. Інші групи є відкритими і дозволяють будь-кому бути присутнім на зустрічі, наприклад, або брати участь в онлайн-форумі.

## Управління з боку однолітків або професіоналів
Група підтримки самодопомоги повністю організована та управляється її членами, які зазвичай є добровольцями та мають особистий досвід у предметі фокусу групи. Ці групи також можуть називатися стипендіями, групами однорангової підтримки, непрофесійними організаціями, групами взаємодопомоги. Найпоширенішими є 12-ступінчасті групи, такі як анонімні алкоголіки та групи самодопомоги з питань психічного здоров'я .
Професійно працюючим групам підтримки сприяють професіонали, які найчастіше не поділяють проблему своїх членів   такі як соціальні працівники, психологи чи представники духовенства. Ведучий контролює обговорення та надає інші управлінські послуги. Такі професійно оперовані групи часто зустрічаються в інституціях, включаючи лікарні, наркологічні центри та виправні установи. Ці типи груп підтримки можуть працювати протягом певного періоду часу, і іноді стягується плата за відвідування. 

## Типи
Наприклад, у випадку захворювання, культурної ідентифікації або попередньої схильності, група підтримки надаватиме інформацію, діятиме як посередницька служба для переживань і може служити для зв’язків з громадськістю для членів групи, інших членів спільноти та їхніх сім'ей. Наприклад, групи людей з високим рівнем IQ або ЛГБТІК + відрізняються своєю інклюзивністю, але обидві вони з’єднують людей на основі їхньої особистості або попередньої схильності. 
Що стосується тимчасових проблем, таких як втрата життя близької людини чи епізодичні захворювання, група підтримки може спрямовуватись на допомогу тим, хто залучений, подолати або пережити свій стан/досвід.
Деякі групи підтримки та умови, для яких такі групи можуть бути створені:
- Наркоманія
- СНІД
- хвороба Альцгеймера
- Анонімні алкоголіки
- Тривожний розлад
- Синдром Аспергера
- Смерть
- Емоційно нестабільний розлад особистості
- Грудне вигодовування
- Інсульт або  Травма мозку
- Рак
- Розлад циркадного ритму
- Співзалежність
- Діабет
- Анонім боржників
- Домашнє насилля
- Розладів харчової поведінки
- Вузлова еритема

## Інтернет-групи підтримки
Принаймні з 1982 року Інтернет забезпечує місце для груп підтримки. Обговорюючи онлайнові групи підтримки самодопомоги як попередника електронної терапії, Марта Ейнсворт зазначає, що «незмінний успіх цих груп міцно встановив потенціал комп’ютерної комунікації для обговорення чутливих особистих питань». 
В одному з досліджень ефективності онлайнових груп підтримки серед пацієнтів з раком голови та шиї виявлено, що тривала участь у онлайн-групах підтримки призводить до покращення якості життя, пов’язаного зі здоров’ям. 

### Відповідні групи все ще важко знайти
Дослідник з Університетського коледжу Лондона каже, що відсутність якісних каталогів, і той факт, що багато груп підтримки не представлені пошуковими системами, може ускладнити пошук відповідної групи.  Незважаючи на це, він каже, що медичній спільноті потрібно «розуміти використання особистого досвіду, а не підходу, що базується на доказах ... ці групи також впливають на те, як люди використовують інформацію. Вони можуть допомогти людям навчитися знаходити та використовувати інформацію».
Знайти групу підтримки в Інтернеті неважко, але хорошу ― важко. У статті, На що слід звертати увагу у якісних онлайн-групах підтримки, Джон М. Грохол дає поради щодо оцінки онлайнових груп та стверджує: «У хороших онлайнових групах підтримки члени залишаються довго після того, як отримали підтримку, яку шукали. Вони залишаються, тому що хочуть дати іншим те, що вони самі знайшли в групі. Психологи називають це високою груповою згуртованістю, і це є вершиною групових досягнень». 

### Переваги та підводні камені
Кілька досліджень показали важливість Інтернету для надання соціальної підтримки, особливо групам, які мають хронічні проблеми зі здоров'ям.  Особливо у випадках рідкісних захворювань, на додаток до обміну знаннями, важливими можуть бути почуття спільності та розуміння, незважаючи на великі географічні відстані.
За словами Генрі Поттса з університетського коледжу Лондона, вони «недооцінють ресурс для пацієнтів». У багатьох дослідженнях розглядався зміст повідомлень, тоді як важливим є вплив участі в групі на людину. Поттс скаржиться, що дослідження цих груп відстали, особливо тих груп, які створені людьми з проблемами, а не дослідниками та медичними працівниками. Групи можуть ділитися тими практичними знаннями, на які можуть не звертати увагу медичні працівники, а також вони впливають на те, як люди знаходять, інтерпретують та використовують інформацію. 
Групи підтримки в Інтернеті мають багато переваг, які були підтверджені в результаті наукових досліджень. Незважаючи на те, що користувачі онлайн-груп підтримки не повинні бути анонімними, дослідження, проведене Baym (2010), виявляє, що анонімність корисна для тих, хто самотній або тривожний. Це не стосується деяких людей, які шукають груп підтримки, оскільки не всі одинокі та/або стурбовані, але для тих, хто є, онлайн групи підтримки є прекрасним місцем, де можна почуватись комфортно, чесно висловлюючись, оскільки інші користувачі не знають, хто вони є.

### Психічне здоров'я
Хоча досліджень щодо ефективності онлайн груп підтримки в галузі психічного здоров’я було порівняно мало , є певні докази того, що групи підтримки можуть бути корисними.  Великі рандомізовані контрольовані дослідження виявили позитивні ефекти  і не змогли знайти негативних ефектів. 